# Steven Erickson
Steven Richard „Steve“ Erickson (* 14. August 1961 in Minneapolis) ist ein ehemaliger US-amerikanischer Segler.

## Erfolge
Steven Erickson nahm an den Olympischen Spielen 1984 in Los Angeles in der Bootsklasse Star teil. Gemeinsam mit William Earl Buchan wurde er Olympiasieger vor Joachim Griese und Michael Marcour aus Deutschland sowie den Italienern Giorgio Gorla und Alfio Peraboni. Dank unter anderem drei Siegen in insgesamt sieben Wettfahrten und einer Gesamtpunktzahl von 29,7 Punkten erhielten sie die Goldmedaille. Bei Weltmeisterschaften gewann Erickson fünf Medaillen: mit Buchan sicherte er sich zunächst 1982 in Medemblik die Bronzemedaille, ehe den beiden 1985 in Nassau der Titelgewinn gelang. Mit Paul Cayard gewann Erickson 1987 in Chicago und 1992 in San Francisco jeweils Bronze und wurde mit ihm 1988 in Buenos Aires Weltmeister. Fünfmal nahm er am America’s Cup teil sowie mehrere Male bei der Sydney-Hobart-Regatta und am Whitbread Round the World Race.
Erickson schloss ein Studium an der University of Washington ab.